# Dorothea Meissner
Dorothea Meissner (* 18. Juli 1949 in Brandenburg an der Havel; † 5. März 2010 in Rostock) war eine deutsche Schauspielerin und Synchronsprecherin.

## Leben
Meissner absolvierte ihre Schauspielausbildung an der Schauspielschule Rostock und in Ost-Berlin. Erste Theaterengagements hatte Meissner unter anderem am Deutschen Theater Berlin und am Volkstheater Rostock. 1972 kam Meissner an das Volkstheater Rostock und war dort fast 40 Jahre festes Ensemblemitglied.
In den 1970er-Jahren war Meissner auch in einigen wenigen Rollen in Spielfilmen und in Fernsehfilmen des Fernsehens der DDR zu sehen. So spielte sie unter anderem 1971 in dem DEFA-Film Die Russen kommen unter der Regie von Heiner Carow.
Besondere Bekanntheit erlangte Meissner durch die deutsche Synchronisation der Rolle des Aschenbrödel in dem mittlerweile zum Weihnachtsklassiker gewordenen Märchenfilm Drei Haselnüsse für Aschenbrödel. Auch in dem russischen Märchenfilm Die Prinzessin auf der Erbse ist sie als Synchronstimme in der deutschen Fassung zu hören. 1980 lieh sie diese Kay Harding in der DEFA-Synchronisation des Films Die Kralle unter dem Titel Die scharlachrote Kralle. Meissner arbeitete auch mehrfach als Sprecherin für Hörspiele. Unter anderem sprach sie 1973 die Rolle der Prinzessin in einer DDR-Hörspielproduktion des Märchens Der Schweinehirt von Hans Christian Andersen. Meissner war auch als Rezitatorin tätig. Im Rahmen der Literatur- und Filmwoche Rostock las sie 2000 in Rostock unter dem Motto Liebesbriefe an Adolf Hitler – Briefe in den Tod aus Liebesbriefen, die Frauen an Adolf Hitler schrieben.
In der Wendezeit eher mit kleineren Rollen bedacht, gelang ihr 1991 als Puppe Lina in Joshua Sobols Ghetto (Regie: Meinhard Zanger) ein fulminantes Comeback. Im Jahr 2000 spielte Dorothea Meissner am Volkstheater Rostock in der Uraufführung des Stücks Phobiker! von Daniel Call. 2002 verkörperte sie den alten Ratsherrn Gonzalo in dem Theaterstück Der Sturm von William Shakespeare in der Eröffnungsinszenierung der neuen Schauspieldirektorin Johanna Schall. 2003 spielte sie am Volkstheater Rostock in der Krimikomödie Acht Frauen von Robert Thomas. 2006 trat sie in der Rolle der Celia Peachum in Die Dreigroschenoper von Bertolt Brecht und Kurt Weill auf. In der Spielzeit 2009/10 übernahm sie dort an der Seite von Jens Knospe in der Wiederaufnahme erneut die Rolle der alternden, aber rüstigen Lily in der Komödie Sechs Tanzstunden in sechs Wochen von Richard Alfieri. 2007 wirkte Meissner als Sprecherin in einer Aufführung des szenischen Oratoriums König David von Arthur Honegger in der St.-Johannis-Kirche in Rostock mit.
Kurz vor ihrem Tod stand Meissner noch im Januar 2010 in Steffen Menschings musikalischem Schauspiel Das Ballhaus im Volkstheater Rostock auf der Bühne. Sie starb am 5. März 2010 im Alter von 60 Jahren an den Folgen einer Krebserkrankung.

## Filmografie
- 1968/87: Die Russen kommen
- 1971: Karriere
- 1972: Der Dritte
- 1973: Der Staatsanwalt hat das Wort: Wunder dauern etwas länger (TV-Reihe)
- 1975: Bin ich Moses? (Fernsehserie, 2 Folgen)
- 1976: Keine Hochzeit ohne Ernst (Fernsehfilm)
- 1976: Das Mädchen Krümel (7-teilige TV-Serie, Titelrolle)
- 1983: Bühne frei (Fernsehserie, 1 Folge)
- 1988: Bereitschaft Dr. Federau (Fernsehserie, 1 Folge)

## Theater
- 1971: Friedrich Schiller: Der Parasit (Charlotte) – Regie:Herwart Grosse (Deutsches Theater Berlin – Kleine Kommödie)

## Synchronrollen
- 1971: Libuše Šafránková in Die Großmutter (Babička, TV) als Barunka
- 1973: Libuše Šafránková in Drei Haselnüsse für Aschenbrödel als Aschenbrödel
- 1974: Miroslava Šafránková in Kleines Fräulein Robinson als Bláza
- 1977: Irina Jurewitsch in Die Prinzessin auf der Erbse als eitle Prinzessin
- 1980: Kay Harding in Sherlock Holmes: Die Kralle als Marie Journet
- 1983: Dagmar Veškrnová in Zwei feurige Damen als Hexe Magdalena

## Hörspiele
- 1973: Ulrich Waldner: Frau Lämmlein (Juliane) – Regie: Joachim Gürtner (Hörspielreihe: Neumann, zweimal klingeln – Rundfunk der DDR)
- 1973: Hans Christian Andersen: Der Schweinehirt (Prinzessin) – Regie: Edgar Kaufmann, Barbara Plensat (Kinderhörspiel – Litera)
- 1974: Hans Siebe: Die roten Schuhe (Sibylle) – Regie: Barbara Plensat (Kriminalhörspiel – Rundfunk der DDR)
- 1974: Giorgio Bandini: Der verschollene Krieger (Sprecherin) – Regie: Peter Groeger (Hörspiel – Rundfunk der DDR)